# Peggy De Landtsheer
Peggy De Landtsheer (17 november 1956) is een Vlaamse actrice. Ze is vooral bekend van haar rol als Marijke Willems in de VTM-ziekenhuisserie Spoed.
Ze woonde samen met acteur Ivan Pecnik.

## Televisie
- Binnenstebuiten - (2013)
- Danni Lowinski - voorzitster bijzondere jeugdzorg (2013)
- Code 37 - Eigenares Videotheek (2011)
- 4 Tegen Z - Vlaamse stem Tante Hedda (2010) (Ketnet)
- Witse - echtgenote Verdonckt (2009)
- Spoed - Marijke Willems (2001-2006)
- Thuis - Marlies Bloemendael (2002)
- Chris & Co - Dina (2001)
- Recht op Recht - Mia Jaspers (2000)
- Heterdaad - Thérèse (1998)
- Hotel Hotel - Diane Poelmans (1996)
- Hard Labeur - Reinhildeke (1985)
- De Verjaring - Esther (1980)
- Everaard t'Serclaes - Sabina Van der Aa (1979)
- Het huis aan de Sint-Aldegondiskaai - Amanda (1979)
- Drie dozijn rode rozen - Marilou (1978)

## Film
- In alle stilte (1978) - Isabelle

## Theater

### 't Arsenaal
- De Nacht van Margaretha (2005-2006)

### Raamtheater
- Schoon kind (2004-2005)
- Koning Lear (1993-1994)
- De braderij (1993-1994)
- De dood & het meisje (1993-1994)
- Jeugdziekte (1992-1993)
- De minderproduktieven (1992-1993)
- Dansen op Lughnasa (1992-1993)
- Goya de slaap van de rede (1991-1992)
- Een midzomernacht-sex-komedie (1991-1992)
- De wilde eend (1991-1992)